# Странна война
„Странната война“ (на френски: „Drôle de guerre“; на английски: „Phoney war“; на немски: „Sitzkrieg“) е период от Втората световна война, обхващащ военните действия на границата между Франция и Германия във времето между обявяването на война от Франция и Великобритания на нацистка Германия (3 септември 1939) и нашествието на Германия в Белгия, Нидерландия и Люксембург (10 май 1940). Уинстън Чърчил твърди, че това понятие е измислено от тогавашния министър-председател на Великобритания Невил Чембърлейн, докато известният английски историк и военен стратег Базил Лидъл Харт смята, че то влиза в употреба благодарение на пресата в САЩ.
„Странната война“ е резултат на обективната преценка на антигерманските сили за невъзможността на този етап на войната да бъдат преодолени германските отбранителни линии на френско-германския фронт.

## Бездействие
Полският армейски генерален план за отбрана, План Запад, предполага, че съюзническите офанзиви на Западния фронт ще осигурят значително облекчение на полския фронт на Изток.
Докато голяма част от германската армия е заета в Полша, много по-малка германска войска охранява линията „Зигфрид“, укрепената отбранителна линия по френската граница. Кралските военновъздушни сили пускат пропагандни брошури над Германия и първите канадски войски пристигат във Великобритания, докато Западна Европа е в период на неспокойно спокойствие в продължение на седем месеца.
През първите няколко месеца на войната Германия все още се надява да убеди Великобритания да се съгласи на мир. Въпреки че през първата седмица лондонските болници се подготвят за 300 000 жертви, Германия неочаквано не атакува веднага английски градове. И двете страни откриват, че атаки срещу военни цели, като например Британската атака срещу Кил през втората нощ от войната, водят до големи загуби на въздушна техника. Те също така се страхуват от отмъщение заради бомбардиране на цивилни граждани. (Великобритания и Франция не осъзнават, че Германия използва 90% от своите фронтови самолети по време на Полската инвазия). На 30 април 1940 германски бомбардировач Хайнкел 111 се разбива в Клактън он Си, Есекс, убивайки екипажа си и ранявайки 160 души на земята.
Когато Лео Амери предлага на Кингсли Ууд да бомбардират Черната гора със запалители, за да изгорят бунищата ѝ с амуниции, Ууд изумява члена на парламента, като отговаря, че гората е „частна собственост“ и не може да бъде бомбардирана.
По време на Нюрнбергските процеси германският военен командир Алфред Йодъл заявява, че „ако не сме се сринали още през 1939, то това се дължи единствено на факта, че по време на Полската кампания, приблизително 110 френски и британски дивизии на Запада са напълно неактивни срещу 23-те германски дивизии.“